# Todd Kontje
Todd Curtis Kontje (* 1954) ist ein US-amerikanischer Germanist.

## Leben
Er promovierte in deutscher Literatur 1984 an der Princeton University, nachdem er Anglistik und Germanistik an der University of Oregon studiert hatte. Er lehrte mehrere Jahre an der Columbia University, bevor er an die UC San Diego wechselte.

## Schriften (Auswahl)
- Constructing reality. A rhetorical analysis of Friedrich Schiller's letters on the aesthetic education of man. New York 1987, ISBN 0-8204-0547-7.
- The German Bildungsroman: history of a national genre. Columbia (S.C.) 1993, ISBN 1879751534.
- Thomas Mann's world. Empire, race, and the Jewish question. Ann Arbor 2011, ISBN 0-472-11746-7.
- The Cambridge introduction to Thomas Mann. Cambridge 2011, ISBN 978-0-521-76792-7.
- Imperial fictions. German literature before and beyond the nation-state. Ann Arbor 2018, ISBN 0-472-13078-1.